# قراءة ذاتية التشغيل للعداد

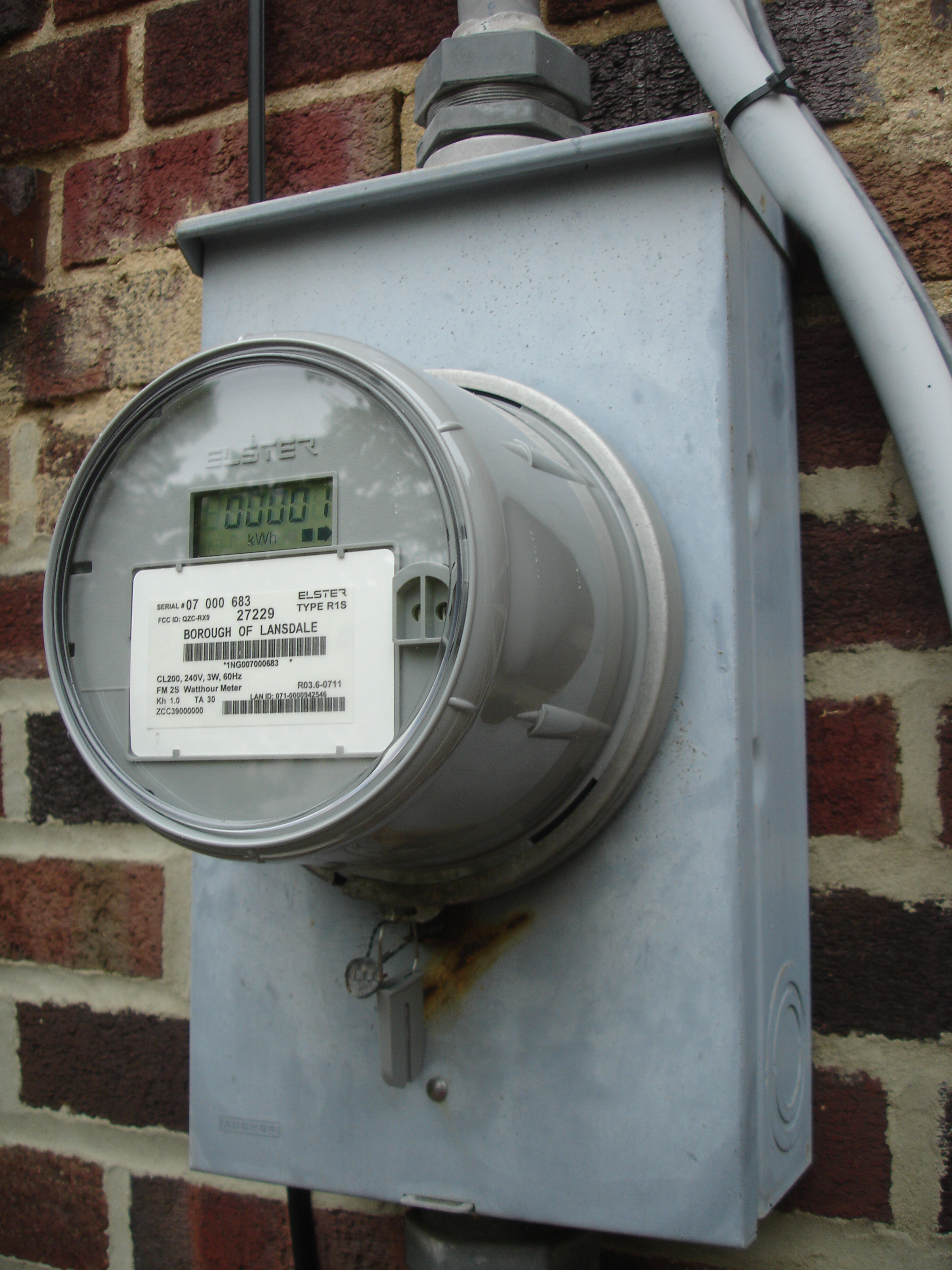

قراءة ذاتية التشغيل للعداد (بالإنجليزية: Automatic meter reading)‏ اختصارًا AMR، هي تقنية لجمع بيانات الاستهلاك والتشخيص والحالة الفعلية تلقائيًا من عداد المياه أو عداد الغاز والكهرباء، ونقل هذه البيانات إلى قاعدة بيانات مركزية للفوترة من أجل تحليل البيانات واستكشاف الأخطاء وإصلاحها.
توفر هذه التقنية بشكل أساسي لمقدمي خدمات التزويد بالمياه والطاقة (الغاز والكهرباء) نفقات التنقلات الدورية إلى كل موقع مادي لقراءة العداد.
وهناك ميزة أخرى لهذه العملية وهي أن الفوترة يمكن أن تستند إلى الاستهلاك الفعلي الحقيقي للزبون، بدلاً من التقديرات المستندة إلى الاستهلاك السابق أو المتوقع، مما يضاعف من دقة الفوترة ويبعدها عن الخطأ. كما يمكن أن تساعد هذه المعلومات في الوقت المناسب إلى جانب التحليل كلاً من مقدمي الخدمات والعملاء على التحكم بشكل أفضل في استخدام وإنتاج الطاقة الكهربائية أو استخدام الغاز أو استهلاك المياه.
تشمل تقنيات القراءة التلقائية للعداد التقنيات المحمولة باليد والمتنقلة والشبكات القائمة على منصات الاتصالات الهاتفية (السلكية واللاسلكية) أو التردد اللاسلكي أو الإرسال عبر خطوط الكهرباء.